# Ґіл Кейн
Ґіл Кейн (англ. Gil Kane; *6 квітня 1926, Рига, Латвія — †31 січня 2000, Маямі, Флорида, США) —  американський художник коміксів, що народився в Латвії.
Кар'єра Кейна охоплювала 1940—1990 роки, і позналилась співпрацею із практично кожною крупною компанією та розробкою персонажів коміксів.